# Малка фрегата
Малка фрегата (Fregata ariel) е вид птица от семейство Fregatidae.

## Разпространение и местообитание
Разпространен е в Австралия, Бразилия, Британска индоокеанска територия, Бруней, Вануату, Виетнам, Източен Тимор, Индия, Индонезия, Кирибати, Китай, Кокосови острови, Коморските острови, Мавриций, Мадагаскар, Майот, Малайзия, Малдивите, Малки далечни острови на САЩ, Маршалови острови, Микронезия, Науру, Нова Каледония, Остров Рождество, Палау, Реюнион, САЩ, Северни Мариански острови, Сейшелите, Сингапур, Соломоновите острови, Тайланд, Танзания, Тонга, Уолис и Футуна, Фиджи, Филипините, Френска Полинезия, Шри Ланка, Южна Корея и Япония.